# グランドタマコシ
株式会社グランドタマコシは、かつて愛知県一宮市を拠点に総合スーパー・スーパーマーケットを展開していた企業。愛知県・岐阜県を中心に出店し、現在は一部の店舗を平和堂が継承して運営を行う。

## 歴史・概要
玉腰一男が1920年（大正9年）に八百屋を開業し、1924年（大正13年）2月に一宮市伝馬通で衣料小売店を開いたのが始まりである。
第2次世界大戦中に一時休業に追い込まれた。
1946年（昭和21年）に一宮市本町通に新築して再開した。
1950年（昭和25年）12月28日に資本金100万円で「株式会社玉腰商店」を設立し法人化した。
1960年（昭和35年）6月に「株式会社タマコシ」の卸部門を独立させる形で玉腰の実弟で卸部門を担当していた玉腰善雄が一宮市野口町で創業し、1961年（昭和36年）1月10日に「株式会社タマコシ産業」を設立した。
1962年（昭和37年）に大垣店を増床し、食品売り場を開設した。
1965年（昭和40年）7月に岐阜市の中心市街地柳ヶ瀬商店街の一角に総合スーパーの岐阜店を開設、「株式会社タマコシ」の関連会社として1966年（昭和41年）9月8日に「株式会社グランドタマコシ」を設立した。
1967年（昭和42年）11月15日には本社を兼ねて一宮市の中心市街地で真清田神社の表参道に当たる本町商店街の入り口に百貨店スタイルの地上7階地下2階の総合スーパーをオープンして一宮を代表する大型店となり、1980年（昭和55年）7月には大垣市の鶴見に郊外型ショッピングセンターの鶴見店を開設し、平和堂創業者の夏原平治郎と玉腰の間で岐阜県はタマコシ、滋賀県は平和堂のエリアとして商圏が重複して競合しないように取り決めるなど、愛知県一宮市を中心とする尾張地区と岐阜県の岐阜市や大垣市を含む西濃地区で地域密着型の営業活動を展開し、1993年（平成5年）には30店舗で年商574億円を上げるまでに成長した。
そして共に流通業の研究をしていたその平和堂を含む中堅スーパー7社で1974年（昭和49年）に日本流通産業株式会社（ニチリウグループ）を設立して共同仕入を行って流通コスト削減に取り組み、地元を中心とする取引先約300社で「グランドタマコシ会」を構成して商品情報の交換や商品の共同開発を行うなど仕入面でも様々な手を打つなど積極的な営業活動を展開した。
また、1983年（昭和58年）には岐阜店をファッションビル「岐阜センサ」に業態転換し、1986年（昭和61年）には北館をオープンさせるなど10-20代向けの品揃えで人気を集め、1990年（平成2年）扶桑町にエブリホームセンター扶桑店を開設するなど多角化を進めた。
しかし、エブリホームセンター扶桑店は開設から8年の1998年（平成10年）には食品スーパーに転換することになり、ファッションビル「センサ」は北館が開業から14年の2000年（平成12年）秋からは上層階を閉鎖して縮小し、破綻時には南館・北館共に1階のみの営業となるなど多角化路線は成功せず、その投資が重い負担となった。
さらに、大規模小売店舗法の規制を避けて出店した1980年代に出店した500㎡未満の小型店もその規制が緩和された影響で不採算となり、1998年（平成10年）には人員の削減とそれら10店舗の閉鎖を行い、代わりに同年度により規模も大きな食品スーパーを3店開設して、1999年（平成11年）には社長も交代して食品を強化するなど路線転換を進めたが、過去の成功体験が変化をたくむ側面があって業績は回復せず、2003年（平成15年）2月期には13店舗で年商302億円、純利益が4500万円まで落ち込み、翌年度末前日の2004年（平成16年）2月19日には関連会社との合わせて負債総額約240億円で名古屋地方裁判所に民事再生法の適用を申請して事実上破綻に追い込まれた。
民事再生法の適用を申請した翌日の2月20日にはニチリウグループとして創業者自体から懇意としていた平和堂の夏原平和社長が大阪市で記者会見を開いてグランドタマコシから依頼を受けたとして債権のスポンサーとして名乗りをあげたが、ほぼ同時刻に岐阜県を地盤とし、従来から店舗譲渡などで取引があったバローが支援要請は受けていないがスポンサーとして支援する用意があるとの発表を名古屋証券取引所で行って、破綻後の店舗網の取得を巡って2社が競い合う状況が生じた。
そして、2月23日に名古屋市で開かれた債権者集会にスポンサーに名乗りを上げた2社のうち、平和堂社長の夏原平和が出席して「仕入先やテナントとの取引は継続する」と表明。グランドタマコシが「納入業者に安心してもらうため」と説明したが、正式にスポンサーに決定する前から債権者集会に出席することが「通常では考えられない」と同業他社から批判される異例の展開を辿ったが、結局3月22日に平和堂が正式にスポンサーとなる基本合意書を締結したと発表して、子会社平和堂東海が10の店舗とその従業員全員等を引継ぎ、各店舗は平和堂及びアル・プラザへ名称変更して営業することとなった。
平和堂が引継がなかった店舗はしばらく従来通り営業を続けたが、ファッションビル「センサ」は夏に、一宮店は9月30日に閉店し、グランドタマコシの営業は終了することとなった。なお、グランドタマコシ一宮店の跡地は、本館部分が取り壊されマンショとなり、通りに面した新館部分が、ルボテンサンビルとして2024年1月時点で現存している。

## 特色
- シンボルフラワーはバラの花で一部の店舗には壁面にバラのイラストが描かれていた。[要出典]
- 店舗のロゴマークは社名にちなみ「玉」の字の周囲をカタカナの「コ」の字が４つ丸く囲んだものであったが百貨店形式で「グランドタマコシ」を名乗った一宮店と大垣店に関しては「玉」の字をアルファベットの「G」が円状に囲んだマークが使用された。1976年にマークが変更され、全店舗に円を4つの扇状のパーツが囲むスタイルのロゴに変更され、店名ロゴも合わせて細く柔らかい書体となった。[要出典]

## 店舗

### 平和堂に転換した旧タマコシ店舗
下記10店舗以外の愛知・岐阜県内にある平和堂は、新設および旧ヤナゲンストアー等の他店からの転換である。

### 愛知県

#### 一宮市
牛野店（一宮市下川田町4-18、1977年（昭和52年）6月23日開店）
店舗面積1,439 m2、駐車台数約300台。
木曽川店（一宮市木曽川町里小牧清水52、1987年（昭和62年）3月開店）
店舗面積1,230 m2。
尾西店（一宮市（旧尾西市）小信中島郷東2420、1972年（昭和47年）8月開店）
延べ床面積9,091m2、店舗面積7,274 m2。
売上高55億7000万円（1978年（昭和53年）度）

#### 稲沢市
稲沢店（稲沢市松下2-16-1、1981年（昭和56年）11月2日開店）
敷地面積約7,477m2、鉄骨造2階建て、延べ床面積約7,142m2、店舗面積約1,882m2（直営店舗面積約828m2）、駐車台数約456台。
祖父江店（稲沢市（旧中島郡）祖父江町祖父江高熊111、1981年（昭和56年）12月4日開店）
敷地面積約3,890m2、鉄筋コンクリート造2階建て、延べ床面積約2,978m2、店舗面積約4,449m2（直営店舗面積約2,000m2）、駐車台数約173台。

#### 一宮市・稲沢市以外
SAM江南店（江南市上奈良町栄61-3、1999年（平成11年）2月26日開店）
店舗面積10,373 m2。
古知野町の初代店舗から1999年3月の新築移転により開店。現在も総合スーパーとして継続して運営されている。
扶桑店（1990年（平成2年）9月開店、丹羽郡扶桑町高木字桜木440-1）
店舗面積1,824 m2。
エブリホームセンター扶桑店から8年の1998年（平成10年）に食品スーパーに転換。

### 岐阜県
高富店（山県市（旧山県郡）高富町高木1473、1994年（平成6年）5月26日開店）
鉄筋コンクリート造2階建て。延べ床面積14,317 m2、売場面積9.023 m2。駐車台数約780台。
SAMタカトミショッピングセンターのの核店舗として出店した。
大野店SAM（揖斐郡大野町大字黒野字上柿木12-1、1992年（平成4年）9月3日開店）
鉄筋コンクリート造2階建て。延べ床面積14,579 m2、店舗面積9,935 m2。
鶴見店（大垣市鶴見町字上渡瀬641-2、1980年（昭和55年）7月25日開店）
敷地面積約35,500 m2、延べ床面積約18,500 m2、店舗面積10,939 m2、駐車台数約1,000台。
大公紡織の所有地に当初は1977年（昭和52年）春の開業を目指していた鉄筋コンクリート造り地上2階建て（一部3階建て）で、開業時点では、1フロアの売場面積は岐阜県下最大の大型店舗だった。
開業時のフロア構成は、1階が食品とファッションで、2階が家具や生活雑貨などのリビング用品などとなっていた。
旧鶴見ショッピングセンター（通称ツルタマ）。2006年1月まで営業し、建て替えを経て11月25日より新店舗「アル・プラザ鶴見」として再開店している。

### 愛知県

#### 一宮市
一宮店（一宮市本町4-3-8（旧・伝馬通3-8）、1967年（昭和42年）11月15日開店）
店舗面積8,035 m2 → 13,566 m2、駐車台数約370台。
百貨店形式、2004年（平成16年）9月30日に閉店。
ダイエー一宮店開業時には優位に商戦を進め、同店を苦境に立たせた。
売上高99億円（1978年（昭和53年）度）
本町店（一宮市本町3-7-1、1923年（大正12年）10月1日開店）
店舗面積150m2 → 272 m2
売上高1億8000万円（1978年（昭和53年）度）
中店（一宮市本町通3-11）
北店（一宮市本町通3）
浅井店（一宮市浅井町東浅井走り下46、1979年（昭和54年）12月開店）
店舗面積353 m2。
千秋店（一宮市千秋町小山新屋敷643、1981年（昭和56年）4月開店）
店舗面積482 m2。
当社の小型スーパー2号店として開業した
タマコシベスト電器本店（一宮市、1992年（平成4年）12月開店）
店舗面積627 m2。
シティクラブ一宮バイパス店（一宮市）
店舗面積750 m2。
エブリホームセンター尾西店（一宮市（旧尾西市）、1987年（昭和62年）2月開店）
店舗面積1,721 m2。

#### 一宮市以外
木田店（あま市（旧美和町篠田居島、1981年（昭和56年）2月開店）
店舗面積459 m2。
当社の小型スーパー1号店として開業した。
岩倉店（岩倉市下本町下市場136-2、1970年（昭和45年）12月1日開店）
敷地面積約2,000m2、店舗面積5,680 m2。
売上高55億9000万円（1978年（昭和53年）度）
井上醤油の土地約2,000m2を買収して、地上4階建ての店舗を建設して出店した。
現況はマンション「プラウド岩倉」（2005年1月竣工）。
（初代）江南店（江南市古知野町花霞163、1976年（昭和51年）1月25日開店）
敷地面積約4,513m2、鉄筋コンクリート造地上5階建て、延床面積約10,777m2、店舗面積6,697 m2（当社店舗面積5,265 m2）、駐車台数約500台。
先行して出店していたユニー江南店とほぼ同水準の売上を初年度から上げた。
売上高56億5000万円（1978年（昭和53年）度）
SAMコウナン（通称SAMタマ）として現在の平和堂江南店に移転。跡地は愛昇殿の葬祭場。
シティクラブ扶桑店（丹羽郡扶桑町）
店舗面積464 m2。
建物は解体済で隣接する平和堂扶桑店の駐車場の一部となった。
当時使用されていた広告塔は平和堂の案内用に流用されている。

### 岐阜県

#### 岐阜市
岐阜店（岐阜市神室町1-20、1965年（昭和40年）7月1日開店）
敷地面積約1,742m2、鉄筋コンクリート造4階建て、延べ床面積約9,106m2、店舗面積約1,650m2 → 約2,500 m2 → 約4,645m2（直営店舗面積約2,220m2） → 5,639 m2。
開店当初は先行する大垣店同様、1階から3階までが衣料品、4階で食品を取り扱う独自の売り場構成であった。1974年（昭和49年）6月に改装を行い、「岐阜ファミリータマコシ」を名乗るようになった。同じ年の12月にはチャームタマコシと階上で結ぶブリッジが完成している。
1983年（昭和58年）3月30日にファッションビル「岐阜センサ」に業態転換した。名称の由来は「感知器」のセンサーからで、全フロア合計48店のテナントが入居、若者層が利用しやすいよう階段部に照明等の工夫を凝らした。引き続き1986年（昭和61年）には北館（チャームタマコシ）を改装、「センサ２」をオープン、2004年（平成16年）夏に閉店。
本館は鉄骨鉄筋コンクリート造り地下1階・地上5階建てであった。
売上高29億2000万円（1978年（昭和53年）度）
チャームタマコシ岐阜店（岐阜市神室町1）
店舗面積2,511 m2。1969年（昭和44年）12月、岐阜店の北側にあった映画館の跡地に「タマコシ岐阜会館」として主にファッション衣料を中心に取扱う別館として開設された。　1987年（昭和62年）「センサ」の好調を受け当館も大改装、「センサ」北館「センサ２」となった。
忠節店（岐阜市島栄町1-45、1972年（昭和47年）5月28日開店）
敷地面積約6,752m2、鉄筋コンクリート造4階建て、延べ床面積約10,493m2、店舗面積約6,809m2（当社店舗面積約2,909m2）、駐車台数約120台。
名鉄ストアー忠節店（約1,260m2）と共に忠節駅ビル2階と3階に出店していた。
売上高12億5000万円（1978年（昭和53年）度）
鏡島店（岐阜市西荘5-25、1978年（昭和53年）12月開店）
鉄筋コンクリート造5階建て。延べ床面積26,280 m2、店舗面積6,830 m2。
島店（岐阜市北島7-3-21
ひきえ店(岐阜県岐阜市柳津町上佐波西5丁目13)、1984年（昭和59年）11月開店）
店舗面積1,390 m2。
岐阜キャッスルビルに入居していた。
茜部店（岐阜市茜部寺屋敷1-83）
2004年（平成16年）2月26日にバロー茜部南店が開店した 。

#### 岐阜市以外
大垣店（1962年（昭和37年）11月1日開店、大垣市郭町1-46）
延べ床面積8,137m2、店舗面積1,221 m2 → 6,500 m2。
百貨店形式。
1970年（昭和45年）11月に隣接するビルを借りて増床した。
現況はマンション「リーデンススクエア大垣駅前通郭町」（2006年1月竣工）。
売上高56億2000万円（1978年（昭和53年）度）
シティクラブ関店（関市）
店舗面積990 m2。
シティクラブ可児店（可児市）
店舗面積486 m2 。
シティクラブは80年代から90年代にかけて展開していた男性向けカジュアルウェア専門店
跡地の建物は改装されて現在ダイソー可児店。

### 実現しなかった店舗
春日井店（春日井市
地元商業者の約80％が結集して3日間で約5,000名の反対署名が集まるなどしたため、出店を断念することになった。
各務原店（各務原市鵜沼三ツ池町3-132、）
敷地面積約14,800m2、地上6階建て、延べ床面積約18,394m2、店舗面積約14,017m2（その内、タマコシ直営部分は、約12,249m2）、駐車台数約400台。
国道21号沿いで大建都市開発が開発を進めていた「各務原中央ショッピングセンター」の核店舗として出店を計画していた。
イズミヤが核店舗となって、1981年（昭和56年）7月3日に「各務原中央ショッピングセンター」が開店した。
柳津店（羽島郡柳津町北塚4、）
敷地面積約6,600m2、地上2階建て、店舗面積約2,417m2、駐車台数約120台。
岐阜県道笠松墨俣線沿いに大建都市開発が建設する柳津ショッピングセンターの核店舗として出店を計画していた。
- モトスショッピングセンター（本巣郡真正町小柿字下起1054-95[90]、1991年（平成3年）12月18日開店予定[90]）

鉄筋コンクリート造地上5階建て、延べ床面積約95,995m2、店舗面積約28,344m2（当社店舗面積約16,561m2）

## 事業所
- 物流センター（一宮市北方町北方字南辰巳前48[91]）

## 主な関連会社
- グランドタマコシ友の会 - 本社愛知県一宮市、1954年（昭和29年）8月設立、友の会[1]。
- アイジーオー - 本社愛知県一宮市、1969年（昭和44年）4月設立、衣料専門店[4]。
- フロンティア - 本社愛知県一宮市、1988年（昭和63年）3月設立、衣料専門店[4]。
- グッド - 本社愛知県一宮市、1972年（昭和47年）3月設立、ホームセンター[4]。
- 羽島キャン - 本社岐阜県羽島市、1983年（昭和58年）45設立、ディスカウントストア[4]。